# Нормированное пространство
Нормированное пространство — векторное пространство с заданной на нём нормой; один из основных объектов изучения функционального анализа.
Более точно: нормированным пространством называется пара {\displaystyle (X,\|\cdot \|)} из векторного пространства {\displaystyle X} над полем действительных или комплексных чисел и отображения {\displaystyle \|\cdot \|\colon X\to \mathbb {R} } таких, что выполняются следующие свойства для любых {\displaystyle x,y\in X} и скаляра {\displaystyle \lambda }:
- {\displaystyle \|x\|\geqslant 0,\;\|x\|=0\Rightarrow x=0} (положительная определённость)

- {\displaystyle \|\lambda x\|=|\lambda |\cdot \|x\|} (однородность)

- {\displaystyle \|x+y\|\leqslant \|x\|+\|y\|} (неравенство треугольника)

Норма является естественным обобщением понятия длины вектора в евклидовом пространстве, таким образом, нормированные пространства — векторные пространства, оснащённые возможностью определения длины вектора.
Полунормированным пространством называется пара {\displaystyle \left(X,p\right)}, где {\displaystyle X} — векторное пространство, а {\displaystyle p} — полунорма в {\displaystyle X}.

## Метрика
В нормированном пространстве функция {\displaystyle d(x,y)=\|x-y\|} определяет (индуцирует) метрику. Определённая таким образом метрика, в дополнение к обычным свойствам метрики, обладает также следующими свойствами:
- {\displaystyle d(x,y)=d(x+z,y+z)} (инвариантность относительно сдвига),
- {\displaystyle d(\lambda x,\lambda y)=|\lambda |\cdot d(x,y)} (положительная однородность).

Не во всяком метрическом векторном пространстве может быть определена норма.
Если пространство {\displaystyle X} по индуцированной метрике является полным, то нормированное пространство по определению является банаховым. Не всякое нормированное пространство является банаховым, но любое нормированное пространство обладает пополнением до банахова.

## Топологическая структура
Для любого полунормированного векторного пространства возможно задать расстояние между двумя векторами {\displaystyle \mathbf {u} } и {\displaystyle \mathbf {v} } как {\displaystyle \left\Vert \mathbf {u} -\mathbf {v} \right\Vert }. Такое полунормированное пространство с определённым таким образом расстоянием называется полунормированным метрическим пространством, в котором мы можем определить такие понятия как непрерывность и сходимость. Более абстрактно, любое полунормированное векторное пространство является топологическим векторным пространством и, таким образом, несёт топологическую структуру, порождённую полунормой.
Особый интерес представляют полные нормированные пространства, называемые банаховыми пространствами. Любое нормированное векторное пространство {\displaystyle V} находится как плотное подпространство внутри банахова пространства, а это банахово пространство однозначно определяется пространством {\displaystyle V} и называется пополнением пространства {\displaystyle V}.
Все нормы в конечномерном векторном пространстве эквивалентны с топологической точки зрения, так как они порождают одну и ту же топологию. А так как любое евклидово пространство полно, мы можем сделать вывод, что все конечномерные векторные пространства являются банаховыми пространствами. Нормированное векторное пространство {\displaystyle V} конечномерно тогда и только тогда, когда единичный шар {\displaystyle B=\{x\colon \left\Vert x\right\Vert \leqslant 1\}} компактен, что может быть тогда и только тогда, когда {\displaystyle V} локально-компактно.
Топология полунормированного вектора обладает несколькими интересными свойствами. Взяв окрестностную систему {\displaystyle {\mathcal {N}}\left(0\right)} около {\displaystyle 0}, возможно построить все остальные окрестностные системы как:
{\displaystyle {\mathcal {N}}\left(x\right)=x+{\mathcal {N}}\left(0\right):=\left\{x+N\mid N\in {\mathcal {N}}\left(0\right)\right\}}
с помощью
{\displaystyle x+N:=\left\{x+n{\bar {n}}\in N\right\}}.
Более того, существует базис окрестностей для {\displaystyle 0}, состоящий из поглощающих и выпуклых множеств. Так как это свойство очень полезно в функциональном анализе, обобщения нормированных векторных пространств с этим свойством изучаются как локально-выпуклые пространства.

## Линейные отображения и двойственные пространства
Наиболее важными отображениями между двумя нормированными векторными пространствами являются непрерывные линейные отображения. Нормированные векторные пространства с такими отображениями образуют категорию.
Норма — это непрерывная функция в своём векторном пространстве. Все линейные отображения между конечномерными векторными пространствами также непрерывны.
Изометрией между двумя нормированными векторными пространствами называется линейное отображение {\displaystyle f}, сохраняющее норму (то есть {\displaystyle \left\Vert f\left(\mathbf {v} \right)\right\Vert =\left\Vert \mathbf {v} \right\Vert } для всех векторов {\displaystyle \mathbf {v} }). Изометрии всегда непрерывны и инъективны. Сюръективная изометрия между нормированными векторными пространствами {\displaystyle V} и {\displaystyle W} называется изометрическим изоморфизмом. Изометрически изоморфные нормированные векторные пространства можно считать равноправными для практически любых целей.
Говоря о нормированных векторных пространствах, мы должны упомянуть двойственные пространства. Двойственное пространство {\displaystyle V'} нормированного векторного пространства {\displaystyle V} — это пространство всех непрерывных линейных отображений из {\displaystyle V} на основное поле (поле комплексных или действительных чисел), а такие линейные отображения называются функционалами. Норма функционала {\displaystyle \varphi } определяется как:
{\displaystyle \left\Vert \varphi \right\Vert =\sup \left\vert \varphi \left(\mathbf {v} \right)\right\vert \qquad \forall \mathbf {v} :\left\Vert \mathbf {v} \right\Vert =1}.
Введение такой нормы превращает {\displaystyle V'} в нормированное векторное пространство. Важным результатом о непрерывных линейных функционалах в нормированных векторных пространствах является теорема Хана — Банаха.

## Нормированные пространства как фактор пространства полунормированных пространств
Определения многих нормированных пространств (например, банахова пространства) включают полунорму, определённую в векторном пространстве, а затем нормированное пространство определяется как факторпространство с помощью подпространства элементов, чья полунорма равна нулю. Например, в случае пространств {\displaystyle L_{p}}, функция, определяемая как:
{\displaystyle \left\Vert f\right\Vert _{p}=\left(\int \left\vert f\left(x\right)\right\vert ^{p}\;dx\right)^{\frac {1}{p}}},
является полунормой в векторном пространстве всех функций, интеграл Лебега от которых (справа) определён и конечен.
Однако полунорма равна нулю для всех функций, носитель которых имеет нулевую меру Лебега.
Эти функции образуют подпространство, которое «вычёркивается», что делает их эквивалентными нулевой функции.

## Конечные произведения пространств
Для данных {\displaystyle n} полунормированных пространств {\displaystyle X_{i}} с полунормами {\displaystyle p_{i}} мы можем определить произведение пространств как
{\displaystyle x{\stackrel {\mathrm {def} }{=}}\prod _{i=1}^{n}x_{i}}
с векторным сложением, определённым как
{\displaystyle \left(x_{1},\ldots ,x_{n}\right)+\left(y_{1},\ldots ,y_{n}\right){\stackrel {\mathrm {def} }{=}}\left(x_{1}+y_{1},\ldots ,x_{n}+y_{n}\right),}
и скалярным умножением, определённым как
{\displaystyle \alpha \left(x_{1},\ldots ,x_{n}\right){\stackrel {\mathrm {def} }{=}}\left(\alpha x_{1},\ldots ,\alpha x_{n}\right).}
Определим новую функцию {\displaystyle p}
{\displaystyle p:X\mapsto \mathbb {R} }
как
{\displaystyle p:\left(x_{1},\ldots ,x_{n}\right)\to \sum _{i=1}^{n}p_{i}\left(x_{i}\right),}
которая будет полунормой в {\displaystyle X}. Функция {\displaystyle p} будет нормой тогда и только тогда, когда все {\displaystyle p_{i}} являются нормами.